# 10100 Bürgel
10100 Bürgel eller 1991 XH1 är en asteroid i huvudbältet som upptäcktes den 10 december 1991 av den tyske astronomen Freimut Börngen vid Tautenburg-observatoriet. Den är uppkallad efter tysken Bruno H. Bürgel.
Den tillhör asteroidgruppen Massalia.